# Sophie van der Stap
« La Fille aux neuf perruques » redirige ici.  Pour le film, voir Heute bin ich blond.
Sophie van der Stap, née à Amsterdam le 11 juin 1983, est une écrivain et journaliste hollandaise.
La Fille aux neuf perruques, son témoignage autobiographique sur le cancer, est un succès d'édition international dont a été tiré le film Heute bin ich blond. Elle a ensuite publié un témoignage romancé et un roman. Elle habite à Paris.

## Ouvrages
- La Fille aux neuf perruques, roman, Presses de la Cité Étranger, 2009, 240 p.  (ISBN 9782258076587).
- Een blauwe vlinder zegt gedag[3] (« Un papillon bleu fait ses adieux »), roman, inédit en français, édité en anglais sous le titre A Blue Butterfly Bids Farewell[2].